# Apadrinament (agricultura i ramaderia)
Apadrinament (adoption en anglès, apadrinamiento en castellà, parrainage en francès) d'una planta de conreu o d'un animal de granja és un mètode de patrocini comercial que s'està desenvolupant actualment en el món agricultor i ramader. Com a objecte d'un apadrinament pot figurar qualsevol planta de conreu (cep, olivera, taronger, ametller, pomer, etc.) o animal de granja (vaca, ovella, porc, etc.).
A nivell emocional, l'apadrinament crea un enllaç amistós entre els consumidors finals i el sector agricultor i ramader. El sentit econòmic de l'apadrinament consisteix en una mena de venda a l'avançada del producte final d'una planta (fruites, vi, oli, etc.) o d'un animal (llet, ous, carn, etc.) a un preu atractiu, moltes vegades més avantatjós que els preus de mercat, ja que la cadena de distribució és més curta i sovint directa: fabricant - consumidor.
La natura de l'apadrinament és mixta, és a dir, presenta una síntesi d'un producte físic amb un servei. La vessant de servei inclou moltes vegades coses com visites al lloc de producció, participació en les obres, enviament regular de noticiaris sobre l'estat de la planta o de l'animal.